# شاسانی-منراشه
شاسانی-منراشه (به فرانسوی: Chassagne-Montrachet) یک کمون در فرانسه با جمعیت ۳۹۱ نفر است که در Canton of Nolay واقع شده‌است.